# 東武バスウエスト坂戸営業所

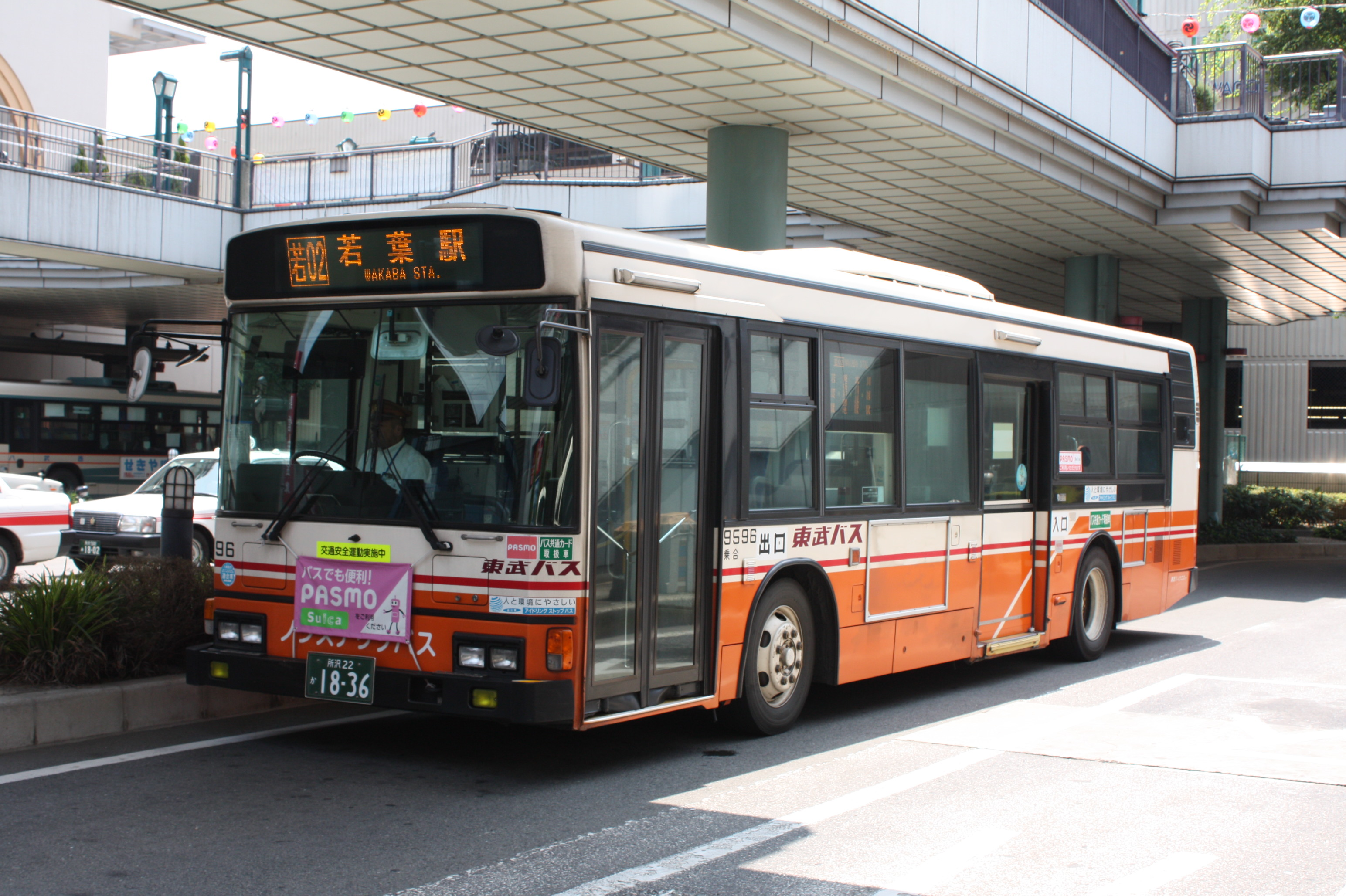
坂戸営業所所属車両

東武バスウエスト坂戸営業所（とうぶバスウエストさかどえいぎょうしょ）は、埼玉県坂戸市千代田にある東武バスウエストの営業所。最寄バス停留所名は「坂戸車庫前」である。川越営業事務所の傘下である。東武バスの公式ホームページの路線図は当営業所と川越営業事務所が1つにまとめられている。所属車両のナンバーは川越ナンバー（川越ナンバー誕生以前は所沢ナンバー）である。

## 沿革
- 1977年4月 - 越生出張所を移転し、川越営業所坂戸出張所として開設。
- 1994年12月 - 鶴ヶ島03：鶴ヶ島駅 - いせはら団地線運行開始。
- 1996年5月 - 鶴ヶ島市内循環バス、坂戸市内循環バス運行開始。
- 1997年4月 - 北坂戸01：北坂戸駅 - 坂戸ニューシティにっさい循環線運行開始。
- 1997年8月 - 東毛呂02：東毛呂駅 - ガーデンシティ目白台循環線運行開始。
- 2001年4月 - 北坂戸01：北坂戸駅 - 坂戸ニューシティにっさい循環線の経路変更。
- 2002年4月 - 東武バスウエスト坂戸営業所になる（路線の半分を川越観光自動車森林公園営業所へ移管）
- 2004年10月1日 - 鶴ヶ島04：鶴ヶ島駅 - 吉田新町 - 川鶴団地線運行開始[2]
- 2004年12月1日 - 鶴ヶ島05：鶴ヶ島駅 - いせはら団地 - サイボク[3]線運行開始[2]。
- 2007年9月1日 - 上尾営業所とともにPASMO導入。
- 2017年5月22日 - 若03：若葉駅 - 八幡団地 - 川島町役場線運行開始[4][5]。
- 2020年4月1日 - 若03：若葉駅 - 八幡団地 - 川島町役場線の経路変更[6]。
- 2021年5月23日 - 鶴ヶ島01がダイヤ改正で土曜ダイヤと日曜・祝日ダイヤを分離[7]。
- 2022年3月31日 - 若03：若葉駅 - 八幡団地 - 川島町役場線を同日限りで廃止[8]。
- 2025年3月31日 - 同日運行便をもって坂戸市内循環バス（さかっちバス）から撤退[9]。

## 輸送人数
- 3,645人（2005年度、1日平均）[10]
- 5,200人（2018年度、1日平均）[11]
- 4,100人（2022年度、1日平均）[12]

## 現行路線

### 川越駅 - 東坂戸団地 - 若葉駅線
- 若02：川越駅 - 本川越駅 - 札の辻 - パイオニア前 - 東坂戸団地 - 若葉駅
- 若02：川越駅 - 本川越駅 - 札の辻 - パイオニア前 - なぐわし公園 - 東坂戸団地 - 若葉駅（土休日のみ・水曜の祝日を除く）
- 東坂02：川越駅 ← 本川越駅 ← 札の辻 ← パイオニア前 ← 東坂戸団地 ← 坂戸車庫（平日早朝時間帯のみ。坂戸車庫行きは平日夜1便のみ運行されていたが2022年7月末を以て廃止、片方向のみ運行となる）
- 東坂03：若葉駅 - 東坂戸団地
- 東坂03：若葉駅 ← 坂戸車庫（土休日片道1便のみ。坂戸車庫行きは平日夜1便のみ運行されていたが2022年7月末を以て廃止、片方向のみ運行となる）
- 川越09：川越駅 - 本川越駅 - 札の辻 - パイオニア前（平日のみ）

川越09系統は川越営業事務所との共管であったが、 2022年8月1日より全便坂戸営業所の担当となった。

### 川越駅 - 八幡団地線
- 川越02：川越駅 - 札の辻 - 神明町車庫 - 城西高校 - 川島郵便局前 - 八幡団地

従来川越営業事務所単独路線だったが、2025年4月1日より共管となった（なお、川越02系統は八幡団地を越え東松山駅に至る運行もあるが、そちらは当所では担当しない）。

### 若葉駅 - 八幡団地線
- 若01：若葉駅 - 八幡団地

### 鶴ヶ島駅 - 川鶴団地線
- 鶴ヶ島01：鶴ヶ島駅 - 川鶴団地
- 鶴ヶ島04：鶴ヶ島駅 - 吉田新町 - 川鶴団地（平日1往復のみ）

### 鶴ヶ島駅 - いせはら団地 - サイボク線
- 鶴ヶ島03：鶴ヶ島駅 - 吉田新町 - いせはら団地
- 鶴ヶ島05：鶴ヶ島駅 - 吉田新町 - いせはら団地 - 笠幡駅 - サイボク

## 自治体のコミュニティバス
- 鶴ヶ島市 つるバス

## 廃止・移管路線
- 坂02：川越駅 - 坂戸駅
  - 晩年は川越駅 - 東洋大学入口間に短縮
- 坂01：坂戸駅 - 大橋 - 田中 - 西平
- 坂戸駅 - 越生駅
- 川越09：川越駅 - 鯨井 - 五味ケ谷 - 関間 - 坂戸駅
- 川越10：川越駅 - 平塚 - 三芳野 - 石井 - 坂戸駅
- 鶴ヶ島06：鶴ヶ島駅→川鶴団地→いせはら団地→伊勢原五丁目（深夜バス）[15]
- 若03：若葉駅 - 八幡団地 - 川島町役場（平日のみ）
- 若03：八幡団地 - 川島町役場（平日のみ）
- 坂戸市コミュニティバス さかっちバス ※2025年3月31日付で撤退[9]

### 系統番号付与以前、ツーマン時代に廃止
- 川越駅 - 五味ケ谷 - 坂戸町駅 - 川角 - 越生車庫
- 川越駅  - 鯨井 - 吉田 - 共栄 - 坂戸町駅
- 鶴ヶ島駅 - 東洋大学
- 坂戸町駅 - 共栄 - 鶴ケ丘
- 東毛呂駅 - 鎌北湖

### 以下の系統は、川越観光バスへ移管
- 越生01：越生駅 - 黒山
- 東毛呂01：東毛呂駅 - 毛呂病院前 - 鎌北湖（移管後廃止）
- 東毛呂02：東毛呂駅 - ガーデンシティ目白台（移管後廃止）
- 坂01：坂戸駅 - 大橋
- 北坂戸01：北坂戸駅 - 入西団地循環
- 鶴ヶ島02：鶴ヶ島 - 的場[16] - 西武文理高校

## 車両
日野車17台、いすゞ車7台の計24台が在籍。
大型車
日野車ブルーリボンII(PJ-KV234L1)が5台配置されている。
いすゞ車は7台全車がエルガCNG(KL-LV280L1改)である。
ディーゼルV8搭載モデルが上尾車庫から転属してきた。
中型車
いすゞエルガミオ、レインボーII（PDG-KR234J2･SDG-KR290J1）4台が配置されている。
小型車
コミュニティバス用に日野・リエッセが7台配置されている。
新たにポンチョが導入されている。